# Wieskamp
Wieskamp is een klein gebied in de buurtschap Henxel in Winterswijk. Het gebied ligt in de samenloop van de Willinkbeek en de Ratumse Beek. Oorspronkelijk waren er op het Wieskamp twee boerderijen en een wasserij gevestigd. De boerderijen en de wasserij bestaan niet meer. Een boerderij is in de nadagen van de Tweede Wereldoorlog verwoest:
Bij een aanval van 2 Amerikaansche bommenwerpers op 16 Febr. 1945 werden een aantal perceelen op Oostervoort gehavend, terwijl een aantal boerderijen in Henxel eveneens groote schade opliepen. Ook het Stations- emplacement werd weer getroffen, terwijl enkele huizen aan de Spoorstraat zware schade kregen.— Website Oud Winterswijk
In de jaren 60 is direct naast het Wieskamp een boerderij gebouwd die de naam Wieskamp draagt.

## Geschiedenis
De eerst bekende referentie aan het gebied Wieskamp komt uit een verkoopakte in het Gelders Archief, opgesteld in 1619 te Bredevoort: 
Dat ander stucke den Bomert genant, mit eene sijdt an Wijskamps grondt, mitter ander sijdt oick an Henrick Wevers grondt gelegen, mit eenen ende oick an Wijskamp landt, mitten anderen endeande vprschreven Beke schietende, beijde inden Kerspell Wenterswick buerschap Hengssell— Fol 59 *–
In deze akte wordt nog gesproken over Wijskamp. In de historische atlas van Gelderland spreekt men rond 1868 over Wiskamp. Wanneer uit Wiskamp Wieskamp is geworden, is niet bekend.